# Meridiano 153 oeste
El meridiano 153 oeste de Greenwich es una línea de longitud que se extiende desde el Polo Norte atravesando el océano Ártico, América del Norte, el océano Pacífico, el océano Antártico y la Antártida hasta el Polo Sur.
El meridiano 153 oeste forma un gran círculo con el meridiano 27 este.
Comenzando en el Polo Norte y dirigiéndose hacia el Polo Sur, el meridiano 153 oeste pasa a través de:
| Coordenadas                         | País, territorio o mar | Notas                                                                  |
| ----------------------------------- | ---------------------- | ---------------------------------------------------------------------- |
| 90°0′N 153°0′O / 90.000, -153.000   | Océano Ártico          |                                                                        |
| 71°54′N 153°0′O / 71.900, -153.000  | Mar de Beaufort        |                                                                        |
| 70°54′N 153°0′O / 70.900, -153.000  | Estados Unidos         | Alaska                                                                 |
| 59°48′N 153°0′O / 59.800, -153.000  | Ensenada de Cook       | Pasa justo al este de Augustine Island, Alaska, Estados Unidos         |
| 58°45′N 153°0′O / 58.750, -153.000  | Estrecho de Shelikof   | Pasa justo al este de Cape Douglas, Alaska, Estados Unidos             |
| 58°18′N 153°0′O / 58.300, -153.000  | Estados Unidos         | Alaska - Isla Afognak, Isla Raspberry, Isla Kodiak y Sitkalidak Island |
| 57°7′N 153°0′O / 57.117, -153.000   | Océano Pacífico        | Pasa justo al oeste de la isla Rimatara, Polinesia Francesa            |
| 60°0′S 153°0′O / -60.000, -153.000  | Océano Antártico       |                                                                        |
| 77°15′S 153°0′O / -77.250, -153.000 | Antártida              | Dependencia Ross, reclamada por Nueva Zelanda                          |